# Musée d'Art contemporain de Jacksonville
Le musée d'art contemporain de Jacksonville (en anglais : Museum of Contemporary Art Jacksonville) est un musée d'art contemporain situé à Jacksonville au Nord-Est de la Floride. Les artistes dont les œuvres sont exposées sont Alexander Calder, Jim Dine, Helen Frankenthaler, Paul Jenkins, Alex Katz, Robert Longo, Joan Mitchell, Robert Rauschenberg, Jules Olitski, James Rosenquist. 